# Silvio Adzic
Silvio Adzic (* 23. September 1980 in Grünstadt) ist ein ehemaliger deutscher Fußballspieler.

## Karriere

### Vereine
Adzic kam über die Jugendmannschaften von TuS Altleiningen, VfR Grünstadt und Viktoria Lambsheim 1991 zum 1. FC Kaiserslautern. In der Saison 1998/99 absolvierte er seine ersten Spiele im Herrenbereich für die Amateurmannschaft des FCK und im Sommer 1999 unterschrieb der damals 18-jährige einen Profivertrag. Es dauerte aber bis zum 7. Spieltag der Folgesaison 2000/01, ehe er zu seinem Profidebüt kam. Insgesamt kam er für den FCK bis 2003 nur in zwölf Bundesligaspielen zum Einsatz. Im UEFA-Pokal wurde er im November 2000 in einem Spiel über die volle Spieldauer eingesetzt. Mehrheitlich spielte er für die Amateure in der Regionalliga bzw. Oberliga. Als sein Vertrag beim FCK nicht verlängert wurde, wechselte Adzic 2003 zum VfB Lübeck in die 2. Bundesliga. Mit dem Abstieg des VfB Lübeck wechselte Adzic zur SpVgg Unterhaching. Nachdem er dort in der zweiten Saison nur noch ein Spiel von Anfang bis Ende mitmachte, wurde sein Vertrag zum Saisonende 2005/2006 in Unterhaching nicht verlängert.
Adzic war ein technisch versierter und dribbelstarker Offensivspieler. In Unterhaching spielte er auf der rechten Außenbahn und trug mit Copado, Barut und anderen dazu bei, dass die SpVgg Unterhaching in der Saison 2004/2005 gelegentlich auch durch technisch schönen Fußball auf sich aufmerksam machte.
Zu Beginn der Zweitligasaison 2006/2007 wechselte Silvio Adzic zum Aufsteiger TuS Koblenz, wo er allerdings sich nicht durchsetzen konnte und zur Saison 2007/2008 zum FSV Oggersheim wechselte. Ab der Saison 2009/10 spielte er in Altleiningen für seinen ehemaligen und ersten Verein TuS Altleiningen und von 2015 bis 2017 für den TuS Niederkirchen, ehe er seine Karriere beendete.

### Nationalmannschaft
Adzic bestritt im Jahr 1997 acht Länderspiele für die U16-Nationalmannschaft und nahm mit ihr an der vom 28. April bis 10. Mai 1997 im eigenen Land ausgetragenen Europameisterschaft teil, kam in sechs Turnierspielen zum Einsatz, in denen er zwei Tore erzielte. Mit dem 3:1-Sieg über die Auswahl der Schweiz in Barsinghausen belegte er mit seiner Mannschaften den dritten Platz. Sein Debüt für die Nationalmannschaft dieser Altersklasse gab er am 1. April 1997 in Pforzheim beim 2:2-Unentschieden gegen die Auswahl der Türkei, wobei er sogleich ein erstes Länderspieltor erzielte.
Für die U17-Nationalmannschaft debütierte er am 8. August 1997 in Oberhaching beim 5:1-Sieg über die Auswahl des Omans, bei dem er seine ersten beiden Tore erzielte. Mit der Nationalmannschaft dieser Altersklasse nahm er an der vom 4. bis 21. September 1997 in Ägypten ausgetragenen Weltmeisterschaft teil, bestritt sechs Turnierspiele, in denen er ein Tor erzielte und nach der 1:2-Niederlage im Spiel um Platz 3 gegen die U17-Nationalmannschaft Spaniens aus dem Turnier ausschied.

## Erfolge
- Vierter U17-Weltmeisterschaft 1997
- Dritter U16-Europameisterschaft 1997